# Bátori-Schulcz Bódog

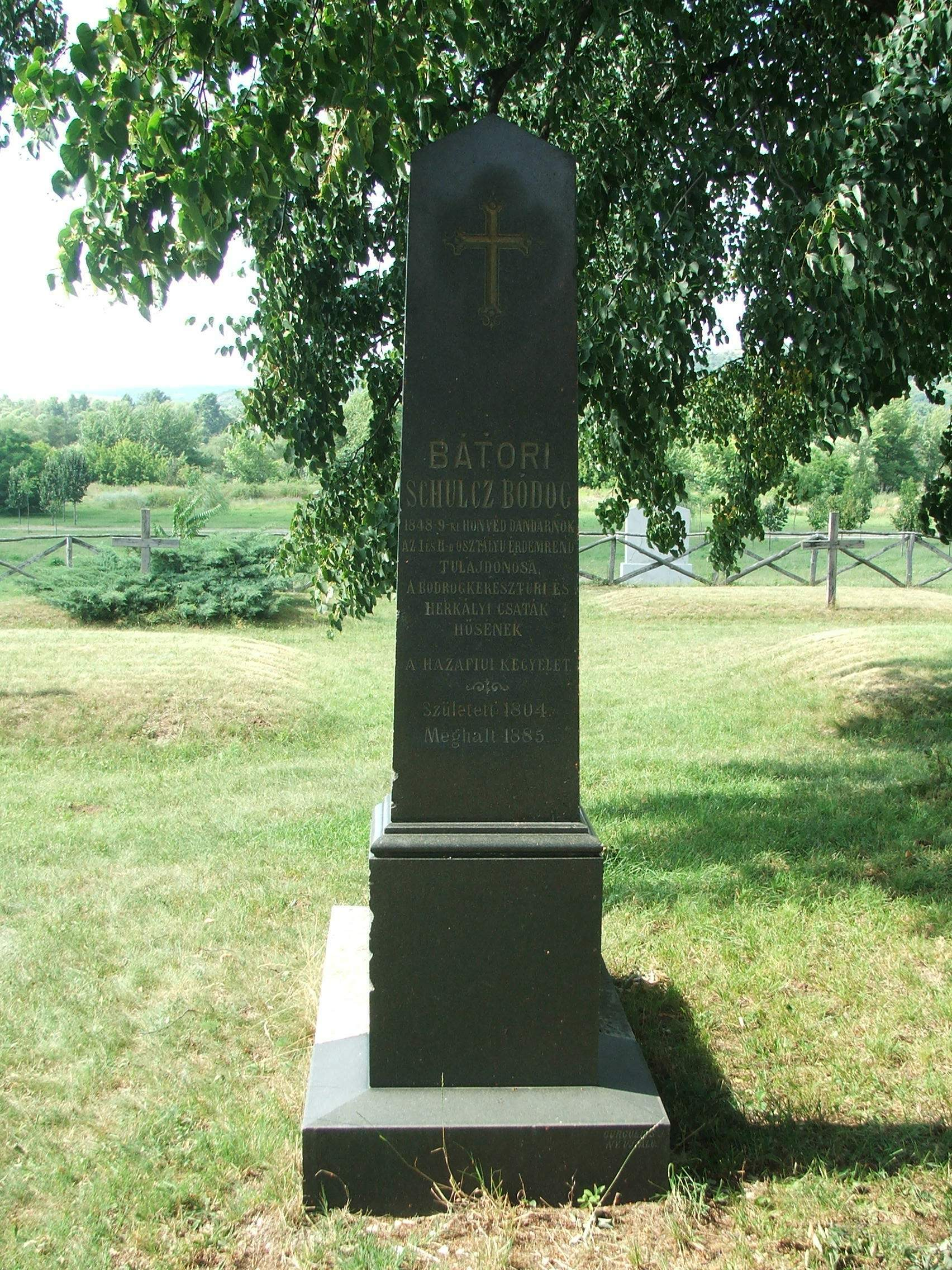
Bátori Schulcz Bódog sírja az esztergomi Honvéd emlékparkban

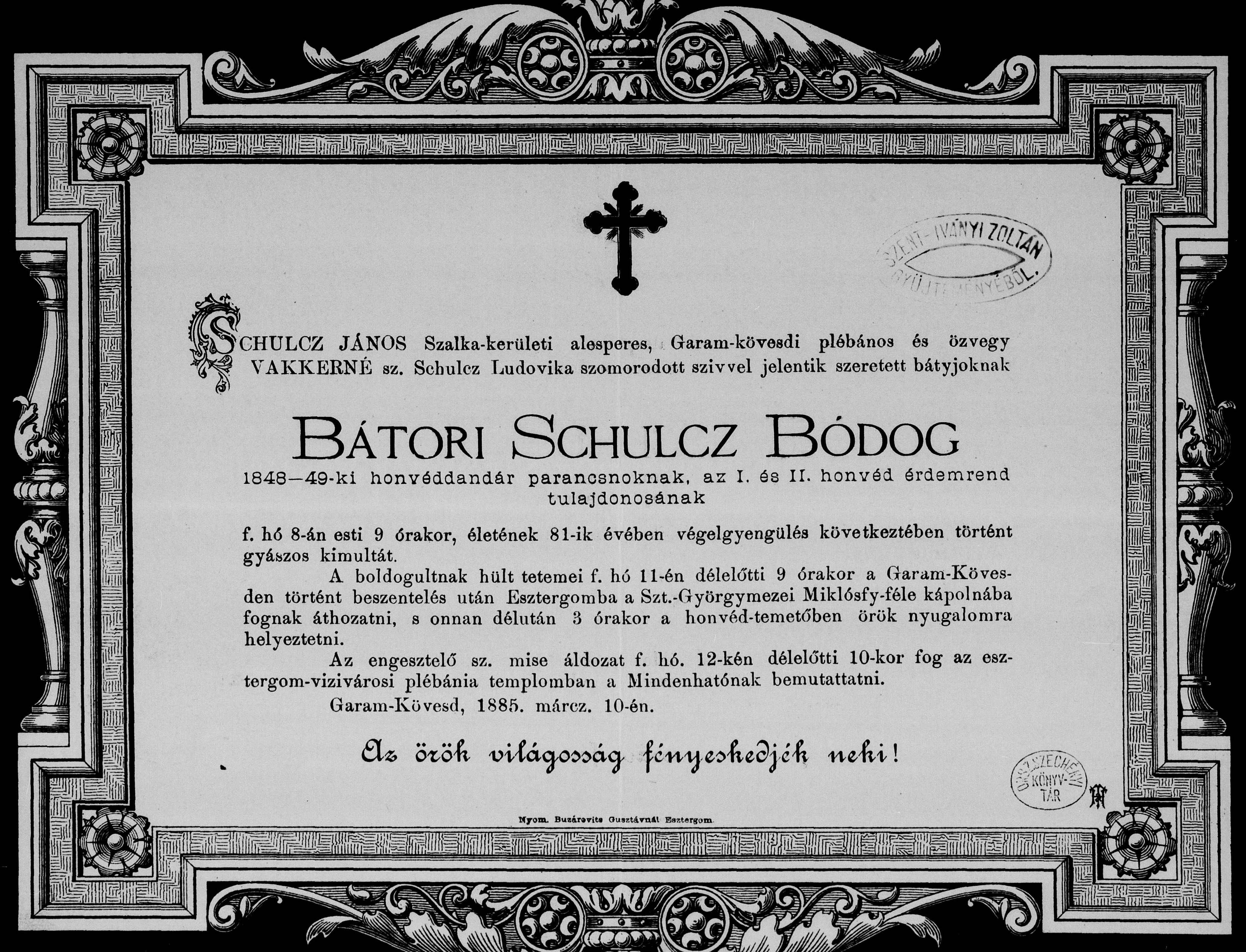
Schulcz Bódog gyászjelentése

Bátori-Schulcz Bódog más forrásokban Bátori-Sulcz Bódog (Körmöcbánya, 1804. január 4. – Garamkövesd, 1885. március 8.) honvédezredes, az 1848-49-es szabadságharc 23 csatájában vett részt és tüntette ki magát.

## Élete
Édesapja, Schulcz Antal  az osztrák hadsereg mérnökkari őrnagya volt, később a körmöcbányai bíróság tagja. Édesanyja az Erdélybe való Benkó Jozefa volt. A családnak őt saját gyermeke volt, de emellett árvákat is neveltek.
Kassán a premontreiknél tanult, majd elvégezte a bölcsészeti és jogi egyetemet is, megtanult latinul, németül, olaszul és franciául. 1824 januárjában lépett a császári hadseregbe, hadapród lett a Bakonyi-ezredben. Alakulatával először Besztercebányán, utána Komáromban állomásozott. Innen Gollenhofer Ignác századába helyezték át, Milánóba. Fokozatosan halad a ranglétrán; 1836-ban dandárnoki hadsegéd lett. 1839-ben a gránátos zászlóaljhoz került át, ahol felettese Damjanich volt. 1841-ben Budára került, raktárparancsnokként. 1844-ben 160 emberével együtt Pago szigetére vezényelték, ahol a sóaknák őrzése volt a feladatuk. 1845-ben Lévára került, hol 16 hónapig szolgált hadfogó parancsnokul, majd Zárára került.

### Szabadságharcban
1848 tavaszán nagyothallása miatt főhadnagyi rangban nyugalmazták, ő azonban önkéntesként visszatért az itáliai fronton harcoló századához. A pesti forradalom hírére hazatért és felajánlotta szolgálatait a szerveződő magyar honvédségnek. Októbertől a Bars vármegyében szerveződő 17. honvédzászlóalj századosa volt. Decembertől őrnagyi rangban a zászlóalj parancsnokává nevezték ki, és beosztották a Franz Schlik vezette császári csapatokkal harcban álló felső-tiszai hadtesthez.
A hadtest december 11-én a budaméri ütközetben, december 20-án a szikszói csatában, majd Mészáros Lázár parancsnoksága  alatt, 1849. január 4-én a kassai ütközetben is vereséget szenvedett, ezért többször is újjá kellett szervezni. A második átszervezéskor a hadtest Klapka György parancsnoksága alá került és Schulcz lett az egyik dandár parancsnoka. Ebben a beosztásban részt vett a január 22-23-i bodrogkeresztúri, a január 31-ei tokaji ütközetben, a kápolnai csatában, majd a tavaszi hadjáratban is. Részt vett a kápolnai (február 8.),  Mezőkövesdi (március 1.), szolnoki (március 6.), tápióbicskei (április 4.), isaszegi (április 6.), váci (április 11.) és a nagysarlósi (április 19) ütközetekben.
A Bátori nevet e harcok során katonáitól kapta, melyet hivatalosan is felvett. Vitézségéért áprilisban alezredessé léptették elő és megkapta a Magyar Katonai Érdemrend III. osztályát. Június végén a II. hadtest egyik hadosztályának parancsnokává nevezték ki, de ő visszahelyeztette magát régi parancsnokához, így Klapka vezérőrnagy helyettese lett a komáromi várban. Augusztusban ezredessé léptették elő. A vár kapitulációjakor ő is amnesztiát kapott.

### Utolsó évei
A szabadságharc után bátyja, Sulcz garamkövesdi plébános anyagi támogatása mellett teljes visszavonultságban élt. A császáriak 1850-ben bebörtönözték, majd még kétszer hallgatták ki. Megírta emlékiratait, melyet 1870-ben adtak ki Pesten.
Az Esztergom-szentgyörgymezői 48-as honvéd temetőben helyezték örök nyugalomra, március 11-én. A sírján lévő felirat szerint a Magyar Katonai Érdemrend I. és II. osztályának tulajdonosa volt, ezt azonban a fennmaradt okmányok nem támasztják alá. Ezt a kitüntetést csak Bem József és Görgei Artúr kapta meg (utóbbi nem fogadta el).

## Külső hivatkozások
- Bátori Schulcz Bódog emlékiratai 1848/9-ki szabadságharczból
- Egervári Ödön 1869: Bátori Schulcz Bódog honv. dandárnok 1848/9-ben. A Honvéd 3/7, 54-56. (február 16.)

1. 1 2  http://mek.oszk.hu/00300/00355/html/ABC00523/01256.htm. (Hozzáférés: 2017. október 9.)